# Forever (bài hát của Damage)
"Forever" là bài hát của ban nhạc Anh Damage, phát hành ngày 7 tháng 12 năm 1996. Năm 1999, ban nhạc Ireland Westlife cover ca khúc "Forever" trong mặt B của đĩa đơn đầu tay "Swear It Again"

## Danh sách track
CD1
1. "Forever" (Radio Edit) - 4:39
2. "They Don't Have to Know" (H. Atkins/K. Atkins/Trotman/Simpson/Harriott, produced by Ethnic Boyz)
3. "Forever" (Linslee Campbell Mix) - 5:39
4. "Damage Groove" (Simpson/Jones/Bromfield/Richards/Harriott, produced by Mark Lewis)

CD2
1. "Forever" (Original Mix) - 5:00
2. "My Heart Cries" (Simpson/Jones/Bromfield/Richards/Harriott, produced by Mark Lewis) - 5:18
3. "Private Thoughts" (A personal message from Damage)

Cassette
1. "Forever" (Radio Edit) - 4:39
2. "They Don't Have to Know"
3. "Private Thoughts" (A personal message from Damage)

12" vinyl
1. "Forever" (Radio Edit) - 4:39
2. "They Don't Have to Know"
3. "Be My Baby" (Terri Robinson, Dominic Owen, Fabian Hamilton, produced by High Class)

## Bảng xếp hạng
| Bảng xếp hạng (1996–97) | Vị trí cao nhất |
| ----------------------- | --------------- |
| Úc (ARIA)               | 13              |
| Anh Quốc (OCC)          | 6               |

| Chart (1997)     | Position |
| ---------------- | -------- |
| Australia (ARIA) | 99       |